# Cristóbal Colón (métro de Santiago)
Cristóbal Colón est une station de la ligne 4 du métro de Santiago. Elle est située sur la limite entre les communes Providencia et Las Condes, de la conurbation de Santiago, capitale du Chili.

## Situation sur le réseau

Plan du métro.

Établie en souterrain, Cristóbal Colón est une station de passage de la ligne 1 du métro de Santiago. Elle est située entre la station Tobalaba, terminus nord de la ligne, et la station Francisco Bilbao, en direction du terminus sud Los Plaza de Puente Alto.
Elle dispose des deux voies de la ligne encadrées par deux quais latéraux.

## Histoire
La station Cristóbal Colón est mise en service le 30 novembre 2005, lors de l'ouverture à l'exploitation de la section de 7,7 km, de Tobalaba à Grecia. Elle est nommée en référence à l'avenue éponyme qu'elle dessert, elle-même nommée en hommage à Christophe Colomb (en espagnol Cristóbal Colón), navigateur génois qui est arrivé avec sa flotte sur les côtes américaines le 12 octobre 1492.

## Services aux voyageurs

### Desserte
Cristóbal Colón est desservie par les rames qui circulent sur la ligne 1 du métro.

Installations et desserte
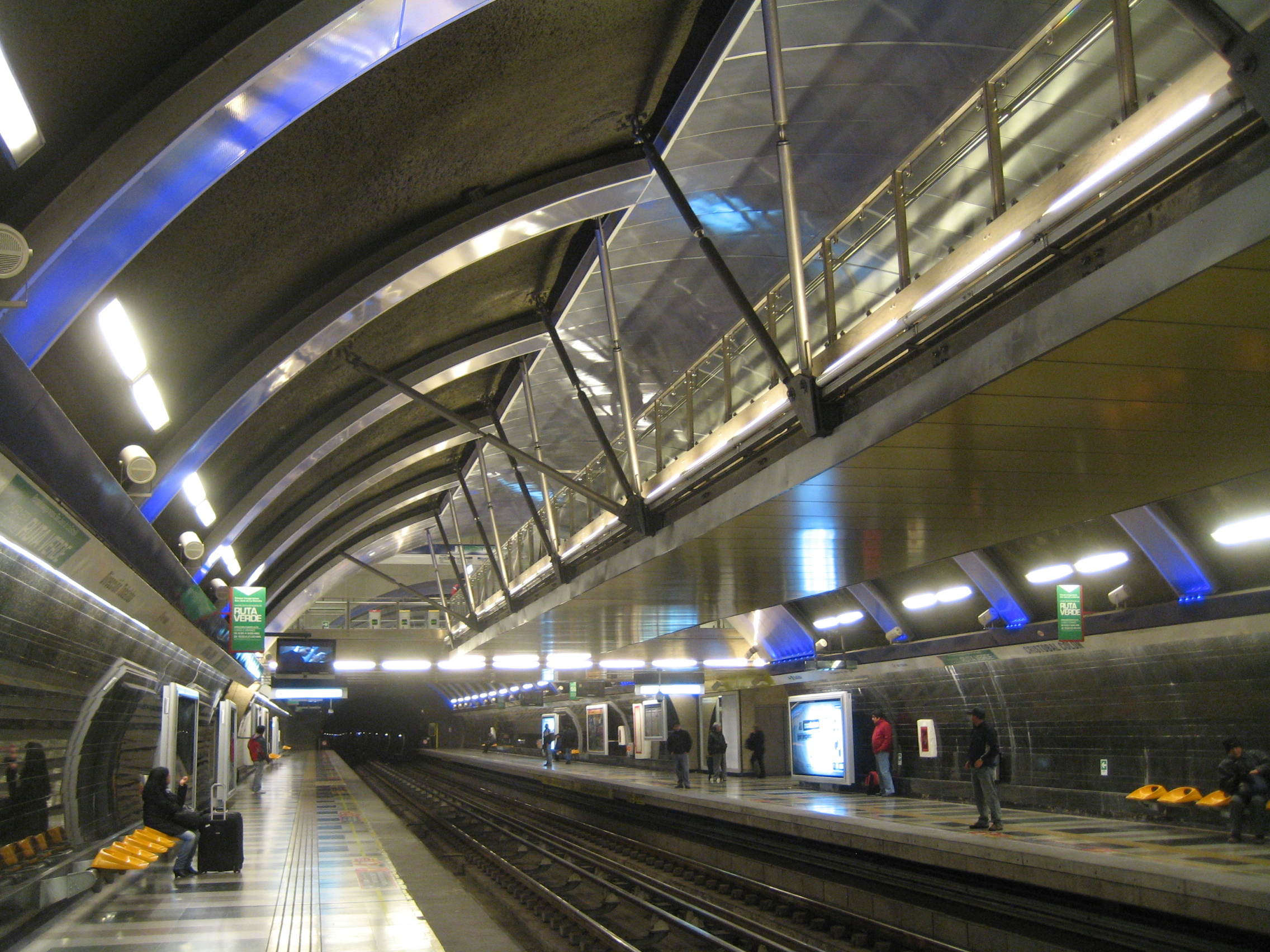
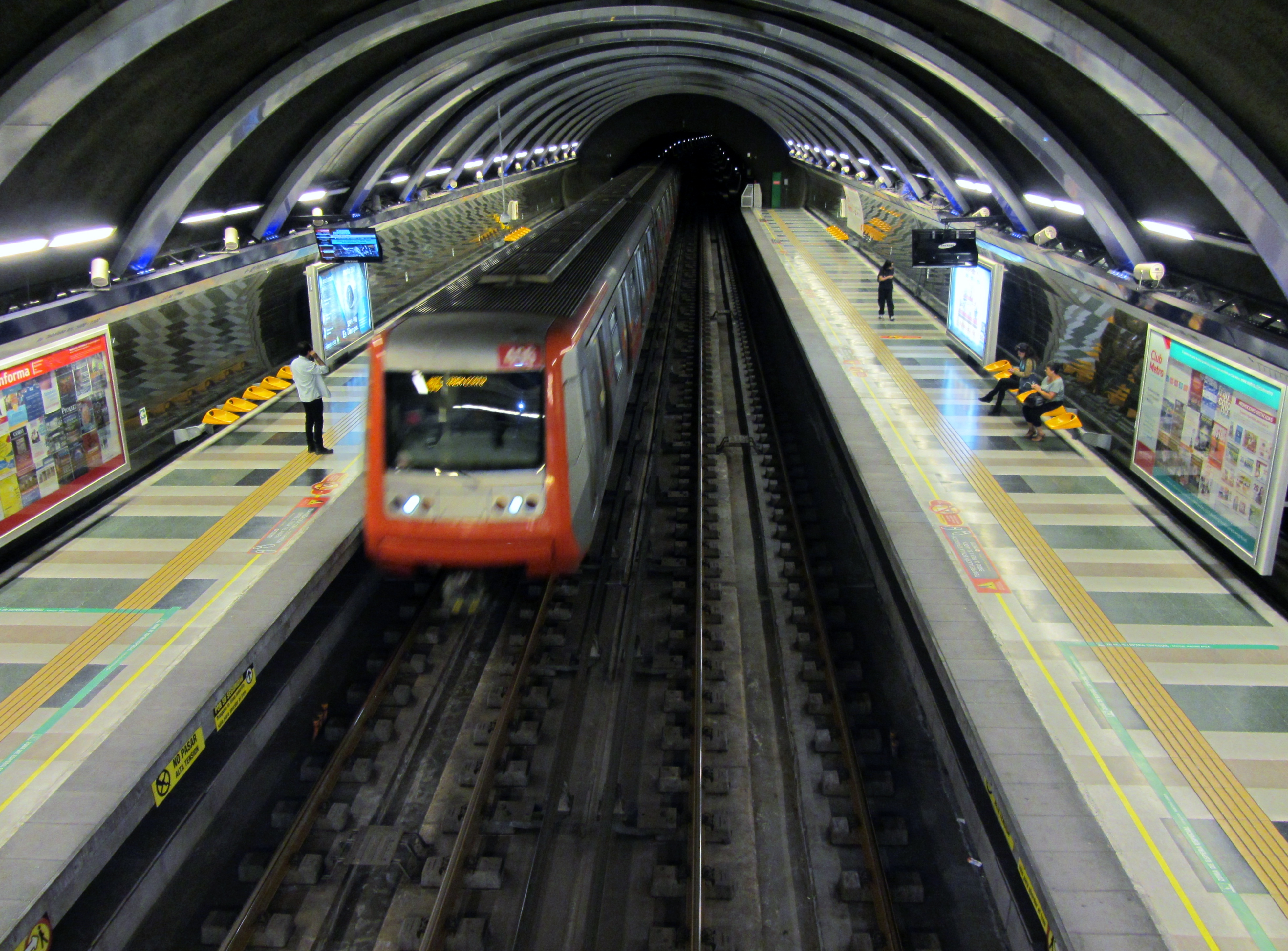
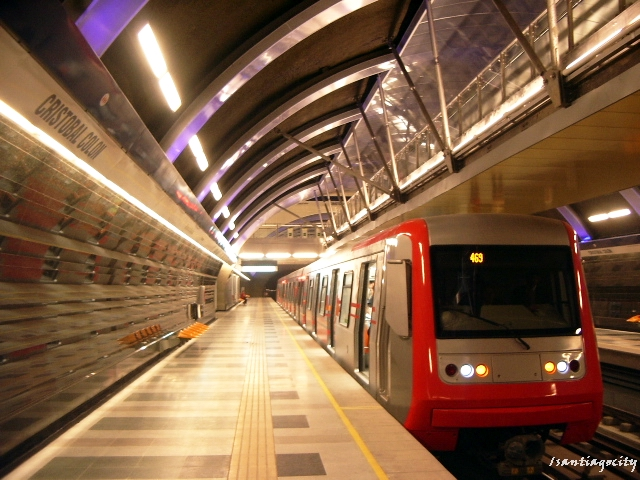